# Daughters of Today
Daughters of Today er en amerikansk stumfilm fra 1924 af Rollin S. Sturgeon.

## Medvirkende
- Patsy Ruth Miller som Lois Whittall
- Ralph Graves som Ralph Adams
- Edna Murphy som Mabel Vandegrift
- Edward Hearn som Peter Farnham
- Philo McCullough som Reggy Adams
- George Nichols som Dirk Vandegrift
- Gertrude Claire som Ma Vandegrift
- Phillips Smalley som Leigh Whittall